# Regierung Awgustyn Woloschyn I
Die Regierung Awgustyn Woloschyn I, geführt vom Ministerpräsidenten Awgustyn Woloschyn (ukrainisch Авґустин Волошин, tschechisch Augustin Vološin), war die zweite Regierung der Karpatenukraine, des autonomen Teilstaates der Tschecho-Slowakei 1938–1939. Sie befand sich im Amt vom 26. Oktober 1938 bis 1. Dezember 1938. Sie folgte der Regierung Andrij Brodij und wurde abgelöst durch die Regierung Awgustyn Woloschyn II.

## Regierungsbildung
Woloschyns erste Regierung wurde – nach Fürsprache deutscher diplomatischer Kreise in Prag – gebildet, nachdem die Regierung Andrij Brodij durch die tschecho-slowakische Zentralregierung in Prag als proungarisch aufgelöst wurde. Die Bestellung neuer Minister (anstelle von Julijan Rewaj und Stepan Fencik) soll auf einen Wunsch der Prager Regierung stattgefunden haben.

## Regierungszusammensetzung
Die Minister befanden sich während der gesamten regulären Amtsperiode im Amt (vom 26. Oktober 1938 bis 1. Dezember 1938), wenn nicht anders angegeben.
- Ministerpräsident: Awgustyn Woloschyn
- Finanzminister, Handelsminister, Landwirtschaftsminister: Awgustyn Woloschyn
- Innenminister: Edmund Batschinskij
- Minister für Kommunikationen, Arbeit, Gesundheit und Soziales: Július Révay